# Бальва Володимир Максимович
Володимир Максимович Бальва (1907 - 1983) — радянський і український спортсмен і тренер; Майстер спорту СРСР (1938), Заслужений тренер Української РСР (1947), Заслужений тренер СРСР (1961). 

## Біографія
Народився 17 січня 1907 року в Харкові.
З 1932 року працював тренером спортивного товариства «Динамо» (Київ).
У 1941 році закінчив Харківський державний інститут фізичної культури (нині Харківська державна академія фізичної культури ). Брав участь в Великій Вітчизняній війні.
Займаючись тренерської діяльність, виховав ряд видатних спортсменів, в числі яких - Г. Бакшеєва, О. Калмикова, В. Титова (Кузьменко), М. Мозер, З. Булкіна, М. Рижикова, С. Фрідлянд , М. Крошіна  .
Помер 31 грудня 1983 року в Києві.

## посилання
- БАЛЬВА Володимир Максимович [Архівовано 3 березня 2017 у Wayback Machine.](укр.)
- Зал слави українського тенісу [Архівовано 4 березня 2017 у Wayback Machine.]
- Дух Ширяєва поля. . . Тенісної Мецці Росії - сто років